# Herrarnas sprint i bancykling vid olympiska sommarspelen 2008
Herrarnas sprint i bancykling vid olympiska sommarspelen 2008 ägde rum den 19 augusti i Laoshan Velodrome.
Detta bancykelformat avgörs under flera omgångar. Tävlingen började med ett 200 meters tempolopp. De 18 cyklisterna blev seedade till sextondelsfinaler, där de körde en och en. De nio vinnarna avancerade till åttondelsfinaler, medan de nio förlorarna skickades till den första uppsamlingen. I uppsamlingen kördes heat med tre cyklister i taget, där vinnaren återgick till huvudtävlingen och åttondelsfinalerna.
De tolv cyklisterna i åttondelsfinalerna fick återigen köra en och en. Sex cyklister gick till kvartsfinalerna, medan de sex finalisterna gick till andra uppsamlingen. Samma procedur som i första uppsamlingen ägde rum.
I kvartsfinalerna övergick head-to-head-formatet till ett bäst-av-tre-format. Detta format användes också i semifinalerna och finalen. Bronsmatchen avgjordes mellan semifinalisterna som inte segrade i sina lopp. De fyra cyklisterna som inte nådde semifinal körde ett lopp som placerade dem på plats 5-8.

## Medaljörer
| Event            | Guld                     | Silver                     | Brons                      |
| Herrarnas sprint | Chris Hoy Storbritannien | Jason Kenny Storbritannien | Mickaël Bourgain Frankrike |

### Seedningsomgång
| Placering | Cyklist                  | Tid      | Genomsnittlig hastighet (km/h) |
| --------- | ------------------------ | -------- | ------------------------------ |
| 1         | Chris Hoy (GBR)          | 9.815 OR | 73.357                         |
| 2         | Jason Kenny (GBR)        | 9.857    | 73.044                         |
| 3         | Stefan Nimke (GER)       | 10.064   | 71.542                         |
| 4         | Kévin Sireau (FRA)       | 10.098   | 71.301                         |
| 5         | Mickaël Bourgain (FRA)   | 10.123   | 71.125                         |
| 6         | Maximilian Levy (GER)    | 10.199   | 70.595                         |
| 7         | Azizul Hasni Awang (MAS) | 10.272   | 70.093                         |
| 8         | Roberto Chiappa (ITA)    | 10.314   | 69.808                         |
| 9         | Theo Bos (NED)           | 10.318   | 69.780                         |
| 10        | Mark French (AUS)        | 10.337   | 69.652                         |
| 11        | Kazunari Watanabe (JPN)  | 10.346   | 69.592                         |
| 12        | Ryan Bayley (AUS)        | 10.362   | 69.484                         |
| 13        | Teun Mulder (NED)        | 10.373   | 69.410                         |
| 14        | Tsubasa Kitatsuru (JPN)  | 10.391   | 69.290                         |
| 15        | Michael Blatchford (USA) | 10.470   | 68.767                         |
| 16        | Lei Zhang (CHN)          | 10.497   | 68.591                         |
| 17        | Łukasz Kwiatkowski (POL) | 10.504   | 68.545                         |
| 18        | Denis Dmitrijev (RUS)    | 10.565   | 68.149                         |
| 19        | Adam Ptáčník (CZE)       | 10.569   | 68.123                         |
| 20        | Vasileios Reppas (GRE)   | 10.966   | 65.657                         |
| 21        | Daniel Novikov (EST)     | 11.187   | 64.360                         |

## Sextondelsfinaler
| Namn                  | Tid    | Genomsnittlig hastighet (km/h) |
| --------------------- | ------ | ------------------------------ |
| Chris Hoy (GBR)       | 10.607 | 67.879                         |
| Denis Dmitrijev (RUS) |        |                                |

| Namn                     | Tid    | Genomsnittlig hastighet (km/h) |
| ------------------------ | ------ | ------------------------------ |
| Jason Kenny (GBR)        | 10.672 | 67.466                         |
| Łukasz Kwiatkowski (POL) |        |                                |

| Namn               | Tid    | Genomsnittlig hastighet (km/h) |
| ------------------ | ------ | ------------------------------ |
| Stefan Nimke (GER) | 10.828 | 66.494                         |
| Lei Zhang (CHN)    |        |                                |

| Namn                     | Tid    | Genomsnittlig hastighet (km/h) |
| ------------------------ | ------ | ------------------------------ |
| Kévin Sireau (FRA)       | 10.742 | 67.026                         |
| Michael Blatchford (USA) |        |                                |

| Namn                    | Tid    | Genomsnittlig hastighet (km/h) |
| ----------------------- | ------ | ------------------------------ |
| Mickaël Bourgain (FRA)  | 10.562 | 68.168                         |
| Tsubasa Kitatsuru (JPN) |        |                                |

| Namn                  | Tid    | Genomsnittlig hastighet (km/h) |
| --------------------- | ------ | ------------------------------ |
| Maximilian Levy (GER) | 10.840 | 66.420                         |
| Teun Mulder (NED)     |        |                                |

| Namn                     | Tid    | Genomsnittlig hastighet (km/h) |
| ------------------------ | ------ | ------------------------------ |
| Ryan Bayley (AUS)        | 10.762 | 66.902                         |
| Azizul Hasni Awang (MAS) |        |                                |

| Namn                    | Tid    | Genomsnittlig hastighet (km/h) |
| ----------------------- | ------ | ------------------------------ |
| Roberto Chiappa (ITA)   | 10.786 | 66.753                         |
| Kazunari Watanabe (JPN) |        |                                |

Match 9
| Namn              | Tid    | Genomsnittlig hastighet (km/h) |
| ----------------- | ------ | ------------------------------ |
| Theo Bos (NED)    | 10.959 | 65.699                         |
| Mark French (AUS) |        |                                |

### Första uppsamlingen
| Namn                  | Tid    | Genomsnittlig hastighet (km/h) |
| --------------------- | ------ | ------------------------------ |
| Teun Mulder (NED)     | 10.889 | 66.121                         |
| Mark French (AUS)     |        |                                |
| Denis Dmitrijev (RUS) |        |                                |

| Namn                     | Tid    | Genomsnittlig hastighet (km/h) |
| ------------------------ | ------ | ------------------------------ |
| Azizul Hasni Awang (MAS) | 10.959 | 65.699                         |
| Tsubasa Kitatsuru (JPN)  |        |                                |
| Łukasz Kwiatkowski (POL) |        |                                |

| Namn                     | Tid    | Genomsnittlig hastighet (km/h) |
| ------------------------ | ------ | ------------------------------ |
| Kazunari Watanabe (JPN)  | 10.965 | 65.663                         |
| Michael Blatchford (USA) |        |                                |
| Lei Zhang (CHN)          |        |                                |

## Åttondelsfinaler
| Namn                    | Tid    | Genomsnittlig hastighet (km/h) |
| ----------------------- | ------ | ------------------------------ |
| Chris Hoy (GBR)         | 10.636 | 67.694                         |
| Kazunari Watanabe (JPN) |        |                                |

| Namn                     | Tid    | Genomsnittlig hastighet (km/h) |
| ------------------------ | ------ | ------------------------------ |
| Jason Kenny (GBR)        | 10.531 | 68.369                         |
| Azizul Hasni Awang (MAS) |        |                                |

| Namn               | Tid    | Genomsnittlig hastighet (km/h) |
| ------------------ | ------ | ------------------------------ |
| Teun Mulder (NED)  | 10.888 | 66.127                         |
| Stefan Nimke (GER) |        |                                |

| Namn               | Tid    | Genomsnittlig hastighet (km/h) |
| ------------------ | ------ | ------------------------------ |
| Theo Bos (NED)     | 10.777 | 66.808                         |
| Kévin Sireau (FRA) |        |                                |

| Namn                   | Tid    | Genomsnittlig hastighet (km/h) |
| ---------------------- | ------ | ------------------------------ |
| Mickaël Bourgain (FRA) | 10.734 | 67.706                         |
| Roberto Chiappa (ITA)  |        |                                |

| Namn                  | Tid    | Genomsnittlig hastighet (km/h) |
| --------------------- | ------ | ------------------------------ |
| Maximilian Levy (GER) | 10.763 | 66.895                         |
| Ryan Bayley (AUS)     |        |                                |

### Andra uppsamlingen
| Namn                    | Tid    | Genomsnittlig hastighet (km/h) |
| ----------------------- | ------ | ------------------------------ |
| Kévin Sireau (FRA)      | 10.570 | 68.117                         |
| Kazunari Watanabe (JPN) |        |                                |
| Ryan Bayley (AUS)       |        |                                |

| Namn                     | Tid    | Genomsnittlig hastighet (km/h) |
| ------------------------ | ------ | ------------------------------ |
| Azizul Hasni Awang (MAS) | 11.010 | 65.395                         |
| Stefan Nimke (GER)       |        |                                |
| Roberto Chiappa (ITA)    |        |                                |

## Kvartsfinaler
| Namn                     | Tid (lopp 1) | Tid (lopp 2) |
| ------------------------ | ------------ | ------------ |
| Chris Hoy (GBR)          | 10.820       | 10.302       |
| Azizul Hasni Awang (MAS) |              |              |

| Namn               | Tid (lopp 1) | Tid (lopp 2) |
| ------------------ | ------------ | ------------ |
| Jason Kenny (GBR)  | 10.546       | 10.595       |
| Kévin Sireau (FRA) |              |              |

| Namn                  | Tid (lopp 1) | Tid (lopp 2) |
| --------------------- | ------------ | ------------ |
| Maximilian Levy (GER) | 10.689       | 10.660       |
| Teun Mulder (NED)     |              |              |

| Namn                   | Tid (lopp 1) | Tid (lopp 2) |
| ---------------------- | ------------ | ------------ |
| Mickaël Bourgain (FRA) | 10.524       | 10.463       |
| Theo Bos (NED)         |              |              |

## Semifinals
| Namn                   | Tid (lopp 1) | Tid (lopp 2) |
| ---------------------- | ------------ | ------------ |
| Chris Hoy (GBR)        | 10.260       | 10.358       |
| Mickaël Bourgain (FRA) |              |              |

| Namn                  | Tid (lopp 1) | Tid (lopp 2) |
| --------------------- | ------------ | ------------ |
| Jason Kenny (GBR)     | 10.594       | 10.335       |
| Maximilian Levy (GER) |              |              |

### Placeringslopp (9-12)
Placeringslopp
| Namn                    | Tid    | Genomsnittlig hastighet (km/h) | Placering |
| ----------------------- | ------ | ------------------------------ | --------- |
| Stefan Nimke (GER)      | 11.051 | 65.152                         | 9         |
| Roberto Chiappa (ITA)   |        |                                | 10        |
| Ryan Bayley (AUS)       |        |                                | 11        |
| Kazunari Watanabe (JPN) |        |                                | 12        |

## Medaljlopp
Bronsmatch
| Namn                   | Tid (lopp 1) | Tid (lopp 2) | Tid (lopp 3) | Placering |
| ---------------------- | ------------ | ------------ | ------------ | --------- |
| Mickaël Bourgain (FRA) | 11.047       |              | 10.560       | 3         |
| Maximilian Levy (GER)  |              | 10.666       |              | 4         |

Final
| Namn              | Tid (lopp 1) | Tid (lopp 2) | Placering |
| ----------------- | ------------ | ------------ | --------- |
| Chris Hoy (GBR)   | 10.228       | 10.216       | 1         |
| Jason Kenny (GBR) |              |              | 2         |

### Placeringslopp (5-8)
Placeringslopp
| Name                     | Time   | Average speed (km/h) | Rank |
| ------------------------ | ------ | -------------------- | ---- |
| Kévin Sireau (FRA)       | 10.719 | 67.170               | 5    |
| Teun Mulder (NED)        |        |                      | 6    |
| Theo Bos (NED)           |        |                      | 7    |
| Azizul Hasni Awang (MAS) |        |                      | 8    |